# Bój o wzgórze 3234
Bój o wzgórze 3234 – jeden z epizodów walk podczas radzieckiej interwencji w Afganistanie; potyczka o wzgórze panujące nad strategiczną drogą (magistralą) do miasta Chost. Stoczona pomiędzy żołnierzami radzieckiej 9 kompanii 345 wydz. pułku powietrznodesantowego a mudżahedinami afgańskimi podczas operacji Magistrala w 1988 roku.

## Przed bitwą
W wyniku operacji Magistrala oddziały radzieckie i afgańskie wojska rządowe objęły kontrolę nad drogą Gardez-Chost. Mudżahedini niejednokrotnie próbowali kontrolę tę odzyskać, atakując radziecko-afgańskie posterunki rozmieszczone na wzgórzach panujących nad strategicznym szlakiem. Na jednym z takich wzniesień, oznaczonych na mapach numerem 3234, w styczniu 1988 roku rozlokowanych było 39 żołnierzy kompanii powietrznodesantowej ze wsparciem pułkowej artylerii. Zostali oni zaatakowani przez szkolone w Pakistanie oddziały mudżahedinów.

## Siły stron

### Żołnierze radzieccy
9 kompania powietrznodesantowa 345 wydzielonego pułku powietrznodesantowego
Oficerowie i chorążowie:
1. st. lejtn. Siergiej Tkaczew
2. st. lejtn. Wiktor Gagarin
3. st. lejtn. Iwan Babienko
4. st. lejtn. Siergiej Rożkow
5. st. lejtn. Witalij Matruk
6. chor. Wasilij Kozłow

Podoficerowie i szeregowi:
1. st. sierż. Wiaczesław Aleksandrow (poległ)
2. szer. Siergiej Bobko
3. sierż. Siergiej Borysow (ranny)
4. szer. Władimir Borysow (ranny)
5. st. sierż. Władimir Wierygin
6. szer. Andriej Diomin
7. szer. Rustam Karimow
8. szer. Arkadij Kopyrin
9. mł. sierż. Władimir Krisztopienko (poległ)
10. szer. Anatolij Kuzniecow (poległ)
11. szer. Andriej Kuzniecow
12. szer. Siergiej Korowin
13. szer. Siergiej Łasz
14. szer. Andriej Mielnikow (poległ)
15. szer. Zurab Manteszaszwili
16. szer. Nurmatdżon Muradow
17. szer. Andriej Miedwiediew
18. szer. Nikołaj Ogniew (ranny)
19. szer. Siergiej Obiedkow
20. szer. Wiktor Pieriedielski
21. szer. Siergiej Pużajew
22. szer. Jurij Sałamacha
23. szer. Jurij Safronow
24. szer. Nikołaj Suchoguzow
25. szer. Igor Tichonienko
26. szer. Paweł Trutniew
27. szer. Władimir Szczigoliew
28. szer. Andriej Fiedotow (poległ)
29. szer. Oleg Fiedorienko
30. szer. Nikołaj Fadin
31. szer. Andriej Cwietkow (poległ)
32. szer. Jewgienij Jacuk
33. szer. Siergiej Akulin

### Mudżahedini
200-400 bojowników przeszkolonych przez pakistański SSG (Special Services Group). Nosili specjalne, czarne mundury z czarno-żółto-czerwonymi naszywkami na rękawach. W literaturze przedmiotu określani są jako elitarny oddział komandosów "Czarne bociany". Franc Kilncewicz, oficer polityczny 345 pułku powietrznodesantowego biorący udział w walce, oceniał ich jako "doskonale przygotowanych do tej akcji i walczących jak szaleni".

## Bitwa
7 stycznia o godz. 15:30 rozpoczął się ostrzał artyleryjski i rakietowy wzgórza, na którym rozlokowana była radziecka kompania. Godzinę później grupa mudżahedinów podeszła niezauważona na odległość ok. 200 metrów od pozycji rosyjskich i z dwóch kierunków, pod przykryciem silnego ognia moździerzy rozpoczęła atak na pozycje kompanii. Po ok. godzinnej walce atak został odparty – partyzanci wycofali się pozostawiając na polu walki kilkunastu zabitych i ok. 30 rannych. Podobny los spotkał drugą próbę ataku z godz. 17:35. O 19:30 rozpoczął się trzeci, najcięższy atak mudżahedinów, wspierany silnym ogniem z ckm-ów i granatników. Został on również odparty. Do godz. 3:00 rebelianci przeprowadzili jeszcze sześć nocnych ataków (w sumie dziewięć) i wszystkie one zostały odparte.
W czasie piątego ataku, który rozpoczął się o 23:10, rebeliantom atakującym z trzech kierunków równocześnie, wykorzystującym rozpoznane walką martwe strefy obrony radzieckiej, udało się podejść na 50 metrów od linii obrońców, a miejscami nawet na odległość rzutu granatem. W czasie ostatniego ataku, o godz. 3:00, kiedy obrońcom kończyła się już amunicja, ich dowódca por. Tkaczow szykował się do skierowania ognia pułkowej artylerii na własne pozycje. Jednak w krytycznym momencie do reduty dotarł pluton zwiadowców por. Leonida Smirnowa z amunicją, co pozwoliło przeprowadzić skuteczny kontratak.

Byliśmy w pełni świadomi, że dla tych chłopaków amunicja znaczy życie. Przy wspinaczce ludzie kaleczyli nogi, zdzierali paznokcie, mieli stopy w pęcherzach, poskręcane kostki, ale szli dalej... Sytuacja kompanii była nie do opisania. Wystrzelono do nich tysiąc pięćset min i granatów. Pozostało im tak niewiele amunicji, że podczas ostatniego natarcia, żołnierze strzelali ogniem pojedynczym, nie mogli sobie pozwolić na strzelanie seriami. Kiedy do nich dotarliśmy, każdemu zostało około 15 naboi... 

To co przynieśli na "własnych plecach" zwiadowcy Smirnowa nie mogło jednak wystarczyć na długo. Problemem pozostawała także duża liczba rannych, którzy wymagali natychmiastowej ewakuacji. Obrońcy kilkakrotnie wzywali śmigłowce, jednak sztab pułku odmawiał ich przysłania, ze względu na walki toczone na drodze przelotu maszyn w dolinie Sate Kondo. Wtedy nad wzgórzem pojawił się pojedynczy Mi-8, którego pilot, słysząc wezwania obrońców przez radio, bez rozkazu zdecydował się udzielić im pomocy. Lądując w miejscu do tego nie przeznaczonym, ryzykując życie załogi i własne oraz utratę maszyny, zabrał rannych i zabitych, a następnie powrócił z amunicją, której dostatek zapewnił obrońcom  możliwość skutecznego oporu.
W odpieraniu ataków kluczową rolę odegrała pułkowa artyleria, której wsparcie, precyzyjnymi koordynatami zapewniał znajdujący się na wzgórzu obserwator artyleryjski (artkorriektirowszczik) st. lejtn. Iwan Babienko.

## Po bitwie
Bitwa była z uwagą śledzona przez głównodowodzącego 40 A. w Afganistanie gen. Borysa Gromowa, który zaplanował i przeprowadził operację "Magistrala". Otrzymał za nią Złotą Gwiazdę Bohatera Związku Radzieckiego. Dwóch żołnierzy 9 kompanii, którzy polegli śmiercią bohaterów (st. sierż. Aleksandrow i szer. Mielnikow) również otrzymali pośmiertnie to odznaczenie. Wszyscy obrońcy wzgórza otrzymali ordery Czerwonego Sztandaru lub Czerwonej Gwiazdy. Dowódca 345 pułku – płk. Wostrotin przedstawił też do tytułu Bohatera Związku Radzieckiego dzielnego pilota śmigłowca, jednak wniosek ten został odrzucony, a sam pilot otrzymał naganę za niesubordynację i został karnie odesłany do ZSRR. Żadne ze źródeł nie podaje jak się nazywał.

## Straty
ZSRR
9 kompania straciła w walce 6 spadochroniarzy, 28 zostało rannych (w tym 9 ciężko).
Mudżahedini
Według różnych źródeł bojownicy stracili ok. 200 ludzi.

## Wpływy kulturowe
O 9 kompanii i boju na wzgórzu 3234 opinia publiczna przypomniała sobie w 2005 roku, dzięki filmowi 9 kompania w reżyserii Fiodora Bondarczuka. Posiada on jednak kilka istotnych nieścisłości: w filmie polegli niemal wszyscy radzieccy żołnierze, podczas gdy naprawdę zabici stanowili tylko 15% obrońców. Walki toczyły się w dość wysokich górach i w śniegu, a nie w piaskach, jak pokazuje film.
W 2008 roku powstała gra komputerowa Prawda o diewjatoj rotie oraz 9th Company: Roots of Terror w Polsce wydana pt. 9 Kompania.
W 2016 roku szwedzki zespół Sabaton nagrał utwór pt. Hill 3234 opowiadający o bitwie o tytułowe wzgórze.